# Juliana (gedicht)
Juliana is een gedicht in het Oudengels van de Angelsaksische dichter Cynewulf. Het is met 731 regels het op een na langste werk van de dichter. Het is geschreven in de destijds gebruikelijke vorm van allitererende verzen zonder eindrijm. Het manuscript is bewaard gebleven in het Exeter Book. Het verhaal is waarschijnlijk gebaseerd op een Latijnse biografie van de heilige Juliana.
Het gedicht vertelt het verhaal van het martelaarschap van de edele maagd Juliana, die leefde ten tijde van de Romeinse keizer Maximianus. Senator Eleusius vraagt haar ten huwelijk, maar zij weigert omdat hij een heiden is. Eleusius en haar vader geselen haar en zetten haar gevangen. Tijdens haar gevangenschap wordt zij bezocht door de duivel in de vorm van een engel. Deze probeert haar ertoe te brengen zich te onderwerpen aan Eleusius en zich te conformeren aan diens heidense inzichten. Juliana bidt tot God om raad, waarna zij de waarheid van de duivel eist. Deze geeft toe dat hij de duivel is en vertelt over alle gruwelijkheden die hij de mensheid heeft aangedaan. De volgende dag probeert Eleusius Juliana om het leven te brengen door haar te verbranden en haar onder te dompelen in gloeiend lood. Zij overleeft deze martelingen echter onbeschadigd, omdat zij wordt beschermd door een engel. Uiteindelijk wordt zij onthoofd, een einde een martelaar waardig. Eleusis krijgt zijn verdiende loon en verdrinkt tijdens een reis. Juliana krijgt een bij haar status passende begrafenis.